# ガブリエル・デイビス
ガブリエル・デイビス（Gabriel Davis, 1999年4月1日 - ）は、アメリカ合衆国フロリダ州フェルナンディーナ・ビーチ出身のプロアメリカンフットボール選手。ポジションはワイドレシーバー。

## 大学時代
2017年のUCFのトゥルーフレッシュマンイヤーに、デイビスは13試合すべてに先発出場し、27回のキャッチで391ヤード、4タッチダウンを記録した。2年生シーズンには、13試合中12試合に先発し、53回のキャッチで815ヤード、7タッチダウンを記録した。3年生シーズン終了後、デイビスは2020年のNFLドラフトに参加することを発表した。

### 大学時代の成績
| ガブリエル・デイビス           | ガブリエル・デイビス | ガブリエル・デイビス | ガブリエル・デイビス | ガブリエル・デイビス | ガブリエル・デイビス | ガブリエル・デイビス | ガブリエル・デイビス |
| シーズン                       | チーム               | 出場                 | レシーブ             | レシーブ             | レシーブ             | レシーブ             | レシーブ             |
| シーズン                       | チーム               | 出場                 | 回数                 | 獲得ヤード           | 平均獲得ヤード       | 最長獲得ヤード       | TD                   |
| ------------------------------ | -------------------- | -------------------- | -------------------- | -------------------- | -------------------- | -------------------- | -------------------- |
| 2017                           | UCF                  | 10                   | 27                   | 391                  | 14.5                 | 80                   | 4                    |
| 2018                           | UCF                  | 12                   | 53                   | 815                  | 15.4                 | 75                   | 7                    |
| 2019                           | UCF                  | 12                   | 72                   | 1,241                | 17.2                 | 73                   | 12                   |
| キャリア                       | キャリア             | 34                   | 152                  | 2,447                | 16.1                 | 80                   | 23                   |
| 出典： UCFナイツのウェブサイト |                      |                      |                      |                      |                      |                      |                      |

## プロキャリア
| 6 ft 2 in (188 cm)          | 216 lb (98 kg) | 32+1⁄4 in (82 cm) | 9+1⁄4 in (23 cm) | 4.54 s | 4.59 s | 7.08 s | 35.0 in (89 cm) | 10 ft 4 in (3.15 m) | 14 回 |
| All values from NFL Combine |                |                   |                  |        |        |        |                 |                     |       |

デイビスは、2020年のNFLドラフトで4巡目全体128位指名をされ、ビルズに入団した。

### バッファロー・ビルズ

#### 2020年シーズン
デイビスは、2020年5月8日にビルズと699,000ドルの契約ボーナスを含む4年399万ドルのルーキー契約にサインした。第2週のドルフィンズ戦で、ジョシュ・アレンからの6ヤードのパスでプロキャリア初のタッチダウンを記録した。
2020年シーズンに、デイビスは35回のキャッチで599ヤード、7レシーブタッチダウンを記録した。
プレーオフのワイルドカードゲームでのコルツ戦で、デイビスは4回のキャッチで85ヤード、1タッチダウンを記録し、ビルズが27-24で勝利し、25年ぶりのプレーオフでの勝利に貢献した。

#### 2021年シーズン
2021年シーズンに、デイビスは16試合に出場（4試合に先発出場）し、35回のキャッチで539ヤード、6タッチダウンを記録し、ビルズがレギュラーシーズンを11-6の記録で終え、2シーズン連続で地区優勝するのに貢献した。
ディビジョナルラウンドでのチーフス戦で、デイビスは大きく飛躍した活躍を見せ、8回のキャッチでキャリア最高の201ヤードを獲得し、 プレーオフゲームにおけるNFL記録の4タッチダウンを記録した。彼は、プレーオフ ゲームで200ヤード以上を記録したNFL史上9人目の選手となった。

#### 2022年シーズン
レギュラーシーズン第5週のピッツバーグ・スティーラーズ戦で、キャリアハイとなる98ヤードのタッチダウンを含む171レシーブ獲得ヤード、2タッチダウンを記録した。

### ジャクソンビル・ジャガーズ
2023年シーズン終了後、ジャクソンビル・ジャガーズと3年契約を結んだ。

#### 2024年シーズン
10試合に出場し、20レセプションと239ヤードを記録し、キャリア最低の年となった。シーズン後にリリースされた。

## NFLキャリア成績

### レギュラーシーズン
|          |          |      |      | レシーブ   |      |            |                |      |    |
| 年       | チーム   | 出場 | 先発 | ターゲット | 回数 | 獲得ヤード | 平均獲得ヤード | 最長 | TD |
| 2020年   | BUF      | 16   | 11   | 62         | 35   | 599        | 17.1           | 56   | 7  |
| 2021年   | BUF      | 16   | 4    | 63         | 35   | 549        | 15.7           | 49   | 6  |
| 2022年   | BUF      | 1    | 1    | 5          | 4    | 88         | 22.0           | 47   | 1  |
| キャリア | キャリア | 33   | 16   | 130        | 74   | 1,236      | 16.7           | 56   | 14 |

### ポストシーズン
|          |          |      |      | レシーブ   |      |            |                |      |    |
| 年       | チーム   | 出場 | 先発 | ターゲット | 回数 | 獲得ヤード | 平均獲得ヤード | 最長 | TD |
| 2020年   | BUF      | 3    | 2    | 11         | 4    | 85         | 21.3           | 37   | 0  |
| 2021年   | BUF      | 2    | 0    | 13         | 10   | 242        | 24.2           | 75   | 5  |
| キャリア | キャリア | 5    | 2    | 24         | 14   | 327        | 23.4           | 75   | 5  |